# El socialismo es bueno (canción)
«El socialismo es bueno» (chino simplificado: 社会主义好; chino tradicional: 社會主義好; Pinyin: shèhuìzhǔyì hǎo) es una canción de propaganda compuesta por Xi Yang y Li Huanzhi anterior a la «Revolución Cultural» para celebrar la «gran victoria» de la «Lucha Anti-Derecha» después del fin del «Movimiento Anti-Derecha» en 1957. Una vez que se cantó en todo el país, se convirtió en una canción tocada por la Estación de Radiodifusión Central del Pueblo muchas veces al día en 1958.